# Paweł Żukowski
Paweł Żukowski (ur. 1950) – specjalista z zakresu informatyki, materiałoznawstwa elektrycznego i elektronicznego oraz techniki wysokich napięć. Od 2003 roku kierownik Katedry  Urządzeń Elektrycznych i Techniki Wysokich Napięć Wydziału Elektrotechniki i Informatyki PL. W latach 1996–1999 i 2002-2005 członek Senackiej Komisji ds. Nauki.
Paweł Żukowski ukończył studia na Wydziale Fizyki  Uniwersytetu Białoruskiego w roku 1972 (specjalizacja półprzewodniki). Po ukończeniu studiów rozpoczął pracę na Uniwersytecie Białoruskim jako asystent.  W roku 1973 ukończył studia podyplomowe na kierunku Informatyka na Wydziale Matematyki Stosowanej Białoruskiego Uniwersytetu Państwowego. Stopień naukowy doktora uzyskał w maju 1980.
W roku 1993 rozpoczął pracę na Politechnice Lubelskiej, gdzie w roku 1994 został mianiowany profesorem nadzwyczajnym. W latach 1996–1999 był prodziekanem ds. ogólnych Wydziału Elektrotechniki i Informatyki.
W latach 1993–2003 Paweł Żukowski opublikował 41 artykułów w czasopismach międzynarodowych, w tym 25 w czasopismach z listy filadelfijskiej, a także m.in. dwie monografie. Ponadto uzyskał 6 patentów.